# Bravo (rivista)
Bravo è un settimanale tedesco di musica, cinema e televisione nato nel 1956 che si rivolge prevalentemente ad un pubblico di teenager.
Si tratta della principale rivista giovanile d'Europa. La rivista è diffusa - oltre che nei Paesi di lingua tedesca - anche in altri Paesi (soprattutto dell'Est europeo): esiste un'edizione in bulgaro, una in ceco, una in portoghese, una in polacco, una in romeno, una in serbo, una in spagnolo e una in ungherese.
È la rivista che ha istituito, sin quasi dagli esordi (1957), il premio Bravo Otto, premio destinato ai migliori attori, cantanti, ecc., scelti annualmente dai lettori.
Riviste "cugine" di Bravo sono Bravo Sport, Bravo GiRL!, Bravo TV e Bravo Screenfun (1997-2009), tutte nate negli anni novanta.

## Caratteristiche
Oltre ad occuparsi di spettacoli, con interviste ai personaggi del mondo della musica, della televisione e del cinema preferiti dai giovani e le classifiche dei dischi più venduti, ecc., Bravo affronta - grazie alla collaborazione di esperti - anche i problemi dell'adolescenza, in particolar modo le tematiche legate alla sfera della sessualità, argomento trattato con un linguaggio assolutamente esplicito.
Presenza fissa, è, inoltre, anche quella di un fotoromanzo con giovani protagonisti.

## Storia

### Gli inizi: 1956-1957
Bravo "nasce" venerdì 26 agosto 1956, edito dalla casa editrice Kindler & Schiemeyer: la prima uscita in edicola porta il sottotitolo di Zeitschrift für Film und Fernsehen, vale a dire "rivista di cinema e televisione", mentre in copertina compare l'attrice Marilyn Monroe.
La tiratura iniziale è di 30.000 copie, al costo di 50 Pfennig. Si tratta del primo giornale tedesco che si rivolge esclusivamente ad un pubblico di giovani.
Il 13 gennaio 1957, i lettori della rivista vengono chiamati per la prima volta a decidere il premio Bravo Otto, destinato (allora soltanto) al miglior attore e alla miglior attrice. I risultati del "referendum popolare vengono resi noti nel numero del 19 maggio 1957: i vincitori sono James Dean e Maria Schell.
Sempre nel 1957, a partire dal n. 22, iniziano le pubblicazioni del fumetto Bonnie, mentre, a partire dal 25 giugno, il giornale inizia ad uscire di martedì, anziché il venerdì.
Nel frattempo, la tiratura del giornale si è quintuplicata nel giro di un anno.

### Gli anni sessanta
Nel n. 52 del 1962 (uscito il 25 dicembre), il giornale inizia ad occuparsi anche dei quesiti legati alla sfera sentimentale e sessuale, con una rubrica curata dall'autrice di romanzi rosa Marie Louise Fischer sotto gli pseudonimi di Dr. Christoph Vollmer e Dr. Kirsten Lindstroem.
Nel frattempo, Il 24 agosto 1965, il giornale raggiunge la tiratura di oltre 1.000.000 di copie.
In quegli anni, inoltre, Bravo inizia a dedicarsi più alla musica a discapito del cinema: è lo stesso giornale ad organizzare i concerti dei Beatles in Germania nel 1966.
Oltre che le tematiche, negli anni sessanta cambia anche la casa editrice: a partire dal numero 37 del 1968 (uscito il 1º settembre), Bravo, infatti, dopo 628 numeri non viene più pubblicato dalla Kindler & Schiermeyer Verlag, bensì dalla Heinrich Bauer Verlag.
Nel n. 43 del 1969, uscito il 20 ottobre, inizia la collaborazione dello psicoterapeuta Martin Goldstein, che utilizzando lo pseudonimo di Dr. Jochen Sommer, si occupa tuttora — assieme al suo team — dei problemi e dei quesiti adolescenziali legati alla sessualità.

### Gli anni settanta
Nel 1972 un paio di numeri di Bravo (tra cui quello uscito il 2 febbraio) vengono messi all'indice per alcuni articoli riguardanti la sfera sessuale ritenuti "pericolosi" per i giovani. Dal 1974 inizia a pubblicare in ogni numero articoli riguardanti gli ABBA.
Il 28 novembre 1974, compare per la prima volta in copertina una foto di nudo.
Di lì ad un anno, precisamente il 16 ottobre 1975, esce il millesimo numero della rivista.
Nel 1979, il giornale raggiunse la tiratura di oltre 1.800.000 copie.

### Gli anni ottanta
Il 1988 è l'anno che segna una "rivoluzione" grafica: la rivista, che precedentemente si caratterizzava per le sue pagine in parte a colori, in parte in bianco e nero, esce per la prima volta il 15 settembre (n. 38) di quell'anno interamente a colori.

### Gli anni novanta
Il 5 gennaio 1995 esce il nr. 2.000: in copertina compare Michael Jackson.
Nel frattempo, il giornale raggiunge, nel 1996, la cifra di circa 1.400.000 copie vendute.
Nello stesso anno, Bravo si diversifica e, accanto alla rivista originale, nascono anche le riviste specializzate Bravo Sport, Bravo GiRL! e Bravo TV . Nel 1997, esce anche Bravo Screenfun, rivista destinata agli appassionati di informatica che chiuderà però i battenti nel 2009.

### Il primo decennio del XXI secolo
Il 18 aprile 2001 nasce il sito internet del giornale.
Dopo l'attentato alle Torri Gemelle di New York dell'11 settembre 2001, Bravo si occupa per la prima volta di politica, almeno nella copertina, che esce con la scritta Wir trauern mit Amerika, ovvero "Siamo in lutto assieme all'America", posta sopra una bandiera degli Stati Uniti.
Il n. 35 del 2003 (19 novembre), Bravo esce in edicola con in allegato al suo interno un "gadget" molto particolare: con un evidente invito al sesso sicuro, il giornale regala ai propri lettori (in particolar modo ai lettori della rubrica curata dal team del Dr. Sommer) un profilattico.
Nel frattempo, stando ai dati del 2009, le vendite del giornale sono scese a circa 500.000 copie, vale a dire perdendo la metà dei lettori nel giro di vent'anni.

## Controversie

### Contenuto sessuale
Nel 1972, due numeri con articoli sulla masturbazione furono messi all'indice (vietati per la vendita ai clienti minorenni) dal Bundesprüfstelle für jugendgefährdende Medien ("Autorità nazionale di controllo per i media che danneggiano i giovani"), perché ritenuti pericolosi per i giovani.

### Raffigurazioni di nudità di minori
La rivista è stata controversa a livello internazionale per la sua sezione Dr. Sommer's That's Me!, che spesso comprendeva interviste sessuali e foto di nudi frontali integrali di adolescenti di età compresa tra i 14 ei 20 anni, che sono state successivamente modificate dai 16 ai 20 anni nei primi anni 2000. Sebbene ciò fosse legale in Germania, causò problemi con le leggi internazionali sulla pornografia infantile. La rivista spesso aggirava le leggi chiedendo ai modelli di tenere in mano il pulsante di scatto della fotocamera, mostrando così un consenso esplicito. Un ex modello ha detto agli intervistatori che non sapeva che la sua immagine di nudo sarebbe stata venduta dal fotografo a Bravo per la pubblicazione in That's Me!
Una rivista olandese chiamata Break Out! è stata modellata su Bravo. L'editore di Break Out! ha descritto Bravo come "una rivista piuttosto brutta. Una volta avevano persino un minore posare nudo." Ha ammesso che la maggior parte degli adolescenti che hanno posato per l'equivalente olandese di That's Me! erano povere prostitute polacche e rumene. "L'origine delle modelle era un segreto ben custodito. Non ne abbiamo parlato, non ne avevamo nemmeno parlato. E sai, tutti ne hanno beneficiato. Avevamo bisogno di bambini nudi e loro avevano bisogno di soldi facili." Ha ammesso che anche le interviste che accompagnano le fotografie erano false.
Dall'inizio degli anni 2010 in poi, la rivista avrebbe rinominato il servizio in Dr. Sommer's Bodycheck e avrebbe presentato solo foto di nudi di età compresa tra i 18 e i 25 anni.